# Резолюция Совета Безопасности ООН 1067
Резолюция Совета Безопасности Организации Объединённых Наций 1067 (код — S/RES/1067), принятая 26 июля 1996 года, отметив различные заявления и резолюции Председателя Совета Безопасности и Международной организации гражданской авиации (ИКАО), выражающие сожаление по поводу сбития двух гражданских самолётов кубинскими ВВС 24 февраля 1996 года, Совет Безопасности ООН призвал Кубу соблюдать международные обязательства, касающиеся авиации, в частности, Конвенцию о международной гражданской авиации.
Китай и Россия воздержались при голосовании по резолюции 1067, которая была одобрена остальными 13 членами Совета. Китай и Россия считали, что резолюция выделяет Кубу в этом инциденте для осуждения, и вместо этого следовало бы выпустить призыв, призывающий государства как воздерживаться от сбивания гражданских самолётов, так и предотвращать ненадлежащее использование гражданской авиации.
Совет Безопасности напомнил о суверенитете, которым обладают все страны в воздушном пространстве над своей территорией и территориальными водами. В связи с этим все страны должны были соблюдать принципы, правила и стандарты Конвенции о международной гражданской авиации (Чикагская конвенция), включая правила, касающиеся перехвата и неприменения оружия против гражданских самолётов.
В резолюции отмечается, что сбитие двух самолётов, которые принадлежали организации «Братья на спасение», руководимой кубинскими изгнанниками, является нарушением принципа, согласно которому против гражданских самолётов в полете не должно применяться оружие, а при перехвате таких самолётов не должна подвергаться опасности жизнь людей, находящихся на борту. Куба утверждала, что полеты были провокационными действиями в её воздушном пространстве. Были выражены соболезнования семьям четырёх человек, погибших в результате перехвата, который был осужден советом. Все стороны были призваны уважать международные законы и процедуры гражданской авиации, в то же время подтверждая право государств применять соответствующие меры против воздушных судов, используемых в целях, противоречащих Чикагской конвенции.
Все государства, которые ещё не ратифицировали Чикагскую конвенцию, были призваны сделать это, а решение ИКАО изучить стандарты и практику, чтобы избежать подобного инцидента в будущем, приветствовалось.